# Пал Телеки
Пал Телеки (на унгарски: Teleki Pál) е министър-председател на Унгария от 1920 до 1921 г. и от 1939 до 1941 г.
Той е специалист по география и изтъкнат водач на скаутското движение. Телеки е много спорна личност в историята на Унгария.
Пал Телеки почива на 3 април 1941 г., самоубива се в знак на протест срещу нахлуването в Югославия на унгарските войски на страната на хитлеристката коалиция.